# Koree
Koree (bürgerlich Daniel Coros) ist ein deutscher Musikproduzent, Rapper und Unternehmer. Er ist Besitzer der Homeboy Studios in Düsseldorf sowie Geschäftsführer des Labels Greatness Music. Er arbeitete bisher mit zahlreichen deutschsprachigen Rappern wie Kollegah, Prinz Pi, Farid Bang, Eko Fresh, Fard, den 257ers, Snaga u. v. m. zusammen.

## Leben
Koree stammt aus Düren. Als Kind nahm er Klavierunterricht, bevor er in seiner Jugend mit Musikern wie Public Enemy oder Ice-T in Berührung kam und seine Liebe zur Rap-Musik entdeckte. Er kaufte sich ein Vierspurgerät und ein Keyboard mit integriertem Sampler, um anschließend selbstständig unter dem Namen Monstah Koree zu produzieren und zu rappen. Textlich orientierte er sich zu der Zeit an Straßenrap.
Nachdem Koree einen halbjährigen Kurs an der SAE Köln belegt hatte und sich parallel dazu viele Kenntnisse des Audio-Engineerings autodidaktisch erarbeitet hatte, studierte er Medienökonomie in Köln. Begleitend zu seiner Diplomarbeit im Jahr 2005 gründete er sein erstes Label Forensik Records, welches er 2007 wieder auflöste. Kurz darauf rief Koree mit Ercandize das Label Assazeen ins Leben. Dort betreute unter anderem die Aufnahmen des Lakmann-Mixtapes All in. Diese Zusammenarbeit beschrieb Koree seitens Ercandize jedoch als „plan- und ambitionslos“. Danach ging er für ein halbes Jahr nach London, wo er in einer DVD-Produktionsfirma arbeitete.
Im Anschluss an seinen London-Aufenthalt kehrte Koree nach Deutschland zurück. In Essen arbeitete er zwei Jahre für eine Fernsehproduktion, bevor er sich entschied, nur noch in der Musikindustrie zu arbeiten.
2011 übernahm Koree die Studioräumlichkeiten des Bilk Bass Studios von Benz Reibach in Düsseldorf und machte daraus die Homeboy Studios. Im Jahr 2012 produzierte Koree das Album HRNSHN von den 257ers, 2013 Jung, Brutal, Gutaussehend 2 von Kollegah und Farid Bang. Letzteres erreichte kurz nach der Veröffentlichung Gold-Status. Von diesem Zeitpunkt an wurden alle Selfmade-Records-Produktionen von Koree in den Homeboy Studios aufgenommen und von Yunus „Kingsize“ Cimen gemischt, der zu dieser Zeit noch in seinem eigenen Studio in Köln arbeitete, jedoch nach einem kurzen Ausflug zu TrueBusyness in Berlin nach Düsseldorf zurückkehrte und in den Homeboy Studios arbeitete.
Ab 2013 boten Koree, Kingsize und der Produzent Alexis Troy als United Hustlers vollständige Musikproduktionen an. Alexis Troy übernahm die Komposition, Kingsize das Mixing und das Mastering und Koree das Management. In dieser Konstellation produzierte Koree im Rahmen der YouTube-Formats Release Day sowie Release Day 2 seine Solo-Alben #UDED (2014) und Frei (2015).
Seit 2014 ist Koree Back-Up-Rapper von Kollegah und begleitet ihn bei seinen Auftritten und Touren. Neben der Musikproduktion war Koree auch im Bereich Moderation tätig und übernahm in Kooperation mit der Plattform hiphop.de die Moderation des YouTube-Formats Business Insider. Dafür führte Koree Interviews mit Gesprächspartnern aus der Musikindustrie und gab Einblicke hinter die Kulissen verschiedener Bereiche wie Verlagswesen, Vertrieb, Booking oder Künstler-Management. 2016 löste er United Hustlers auf, zog mit den Homeboy Studios in neue Räume um und gründete das Label Greatness Music, über das er das Album Filme des Düsseldorfer Künstlers Flaze veröffentlichte.
Im Februar 2018 soll Korees neues Album Maschine erscheinen, dessen Entstehungsprozess im Zuge von Release Day 3 dokumentiert wird.

## Diskografie (Auswahl)
Alben
- 2007: Einzelkämpfer; Release Records
- 2014: #UDED;  Nemesis Records
- 2015: Frei; Nemesis Records[2]